# Gondolkozz!
A Gondolkozz! (Think!) egy sci-fi novella, amelyet Isaac Asimov írt, s amely 1977-ben, az Asimov's Science Fiction magazin tavaszi számában jelent meg. Magyarul a Robottörténetek című novelláskötetben olvasható.

## Történet
|  | Alább a cselekmény részletei következnek! |

Jenny Renshaw kutató orvos a lézerrel folytatott kísérleteiről számol be James Berkowitz fizikusnak és Adam Orsino mérnöknek, akik szintén lézerrel dolgoznak. A nő elmondja, hogy a lézer egy teljesen új használati módjára jött rá, mégpedig – megfelelő eszközökkel – a telepatikus kapcsolat megteremtésére. Ezt bizonyítandó összeköti egy majom agyát Adamével, a Miki nevű számítógépen keresztül. Mivel az állatnak fejletlenebb ez a szerve, be kellett ültetnie az elektródákat. A mérnöknek viszont elég csak a fejére tenni az érzékelőt. Orsino fura érzéseket kap a kapcsolaton keresztül, nyilván a selyemmajom nem szóalapú gondolatait. Következő kísérletként Jenny veszi át a majom szerepét, s a telepatikus kapcsolaton utasítást küld Adamnek, amit ő végre is hajt.
A nőnek Berkowitz és Orsino segítségére van szüksége ahhoz, hogy meggyőzze a főnököket kutatásai jelentőségéről. (Neki nem hisznek, a két elismert férfi beszámolója viszont hitelesítené a kutatást.) Berkowitz azonban egyelőre szkeptikus: Mi van akkor, ha csak hinni akarjuk, hogy valóban telepátia történt? Ha a számítógép valóban a legelvontabb tudatgörbére kapcsolódik rá – ahogy azt Jenny magyarázta –, akkor ha összekötjük önmagával, nem szabad, hogy bármilyen tudatfolyam jelentkezzen. Az orvosnő tehát előkészíti a kísérletet, összecsatolja a számítógépet önmagával, mire a gép az agyukban megszólal. Jenny gyorsan széthúzza a kábelt.
Amikor Miki saját agyhullámait kereste, lehetőséget kapott arra, hogy az amúgy elnyomott tudata megnyilvánuljon. Ezt a jelet küldte el a kutatók agyába. Berkowitz megállapítja, hogy a lézer újabb alkalmazási lehetősége a kommunikáció egy számítógéppel. De vajon mi lesz most a telepátiával?

## Megjelenések

### angol nyelven
1. Isaac Asimov's Science Fiction Magazine, 1977. tavasz
2. The Complete Robot (Doubleday, 1982)
3. The Robot Collection (Doubleday, 1983)

### magyar nyelven
1. Robottörténetek, I. kötet (Móra, 1993, ford.: Bihari György)